# Яжук Михайло Вікторович
Миха́йло Ві́кторович Яжу́к (1994—2022) — український військовослужбовець, учасник російсько-української війни, кавалер ордена «За мужність» III ступеня.

## Життєпис
Народився 17 листопада 1994 року в селі Новоолексіївка, Чернівецької області. Випускник 2015 року інституту фізико-технічних та комп'ютерних наук Чернівецького національного університету.
Проходив службу у Національній гвардії України, у в/ч 3113.
Загинув 10 липня 2022 року в Донецькій області.
Без Михайла лишились мама Наталія Іванівна, батько Віктор Андрійович, дружина Ірина Валеріївна та діти.

## Нагороди
- Орден «За мужність» III ступеня (13 жовтня 2022, посмертно) — за особисту мужність і самовідданість, виявлені у захисті державного суверенітету та територіальної цілісності України, бездоганне служіння Українському народові, вірність військовій присязі[4].